# Cossoine
Cossoine (sardisk: Cossoìne) er en by og en kommune (comune) i provinsen Sassari i regionen Sardinien i Italien. Byen ligger i 529 meters højde og har 851 indbyggere (2016). Kommunen har et areal på 39,17 km² og grænser til kommunerne Bonorva, Cheremule, Giave, Mara, Padria, Pozzomaggiore, Romana, Semestene og Thiesi.